# 雅各布·科瓦日
雅各布·科瓦日（捷克語：Jakub Kovář，1988年7月19日—），捷克男子冰球运动员，场上位置是守门员。他曾代表捷克国家队参加2014年冬季奥林匹克运动会冰球比赛，获得第六名。